# 세태소설
세태소설(世態小說), 풍속소설(風俗小說), 시정소설(市井小說)은 특정한 시기의 풍속이나 세태의 한 단면을 묘사하는 것을 목적으로 묘사한 소설이다.